# Pop2! The Second 20 Hits
Pop2! The Second 20 Hits es un disco recopilatorio de Erasure. Tiempo después de haber lanzado Total Pop! The First 40 Hits, Mute Records lanzó el CD 2 de este, de manera independiente, llamándolo Pop!2 The Second 20 Hits.

## Pop2! (CD disco 2)
| N.º | Título                                                       | Escritor(es)             | Productor(es)                 | Duración |  |
| 1.  | «Always»                                                     | (Vince Clarke/Andy Bell) | Martyn Ware                   | 4:02     |  |
| 2.  | «Run to the Sun»                                             | (Clarke/Bell)            | Martyn Ware                   | 4:11     |  |
| 3.  | «I Love Saturday»                                            | (Clarke/Bell)            | Martyn Ware                   | 4:01     |  |
| 4.  | «Stay with Me»                                               | (Clarke/Bell)            | Thomas Fehlmann, Gareth Jones | 4:43     |  |
| 5.  | «Fingers & Thumbs (Cold Summer's Day)»                       | (Clarke/Bell)            | Thomas Fehlmann, Gareth Jones | 4:23     |  |
| 6.  | «Rock Me Gently»                                             | (Clarke/Bell)            | Thomas Fehlmann, Gareth Jones | 4:08     |  |
| 7.  | «In My Arms»                                                 | (Clarke/Bell)            | Gareth Jones, Neil McLellan   | 3:28     |  |
| 8.  | «Don't Say Your Love Is Killing Me»                          | (Clarke/Bell)            | Gareth Jones, Neil McLellan   | 4:18     |  |
| 9.  | «Rain» (Al Stone mix)                                        | (Clarke/Bell)            | Gareth Jones, Neil McLellan   | 4:09     |  |
| 10. | «Freedom»                                                    | (Clarke/Bell)            | Erasure, Flood                | 2:55     |  |
| 11. | «Moon & the Sky» (JasonCreasey's Heaven Scent radio re-work) | (Clarke/Bell)            | Erasure, Flood                | 4:16     |  |
| 12. | «Solsbury Hill»                                              | Peter Gabriel            | Erasure, Gareth Jones         | 4:18     |  |
| 13. | «Make Me Smile (Come Up & See Me)»                           | Steve Harley             | Erasure, Gareth Jones         | 3:29     |  |
| 14. | «Breathe»                                                    | (Clarke/Bell)            | Erasure                       | 3:08     |  |
| 15. | «Don't Say You Love Me»                                      | (Clarke/Bell)            | Erasure                       | 3:46     |  |
| 16. | «Here I Go Impossible Again»                                 | (Clarke/Bell)            | Erasure                       | 3:30     |  |
| 17. | «I Could Fall in Love with You»                              | (Clarke/Bell)            | Gareth Jones                  | 4:03     |  |
| 18. | «Sunday Girl»                                                | (Clarke/Bell)            | Gareth Jones                  | 3:15     |  |
| 19. | «Storm in a Teacup»                                          | (Clarke/Bell)            | Gareth Jones                  | 3:28     |  |
| 20. | «Always» (2009 mix)                                          | (Clarke/Bell)            | Martyn Ware                   | 3:59     |  |